# Familia de Torres de Málaga

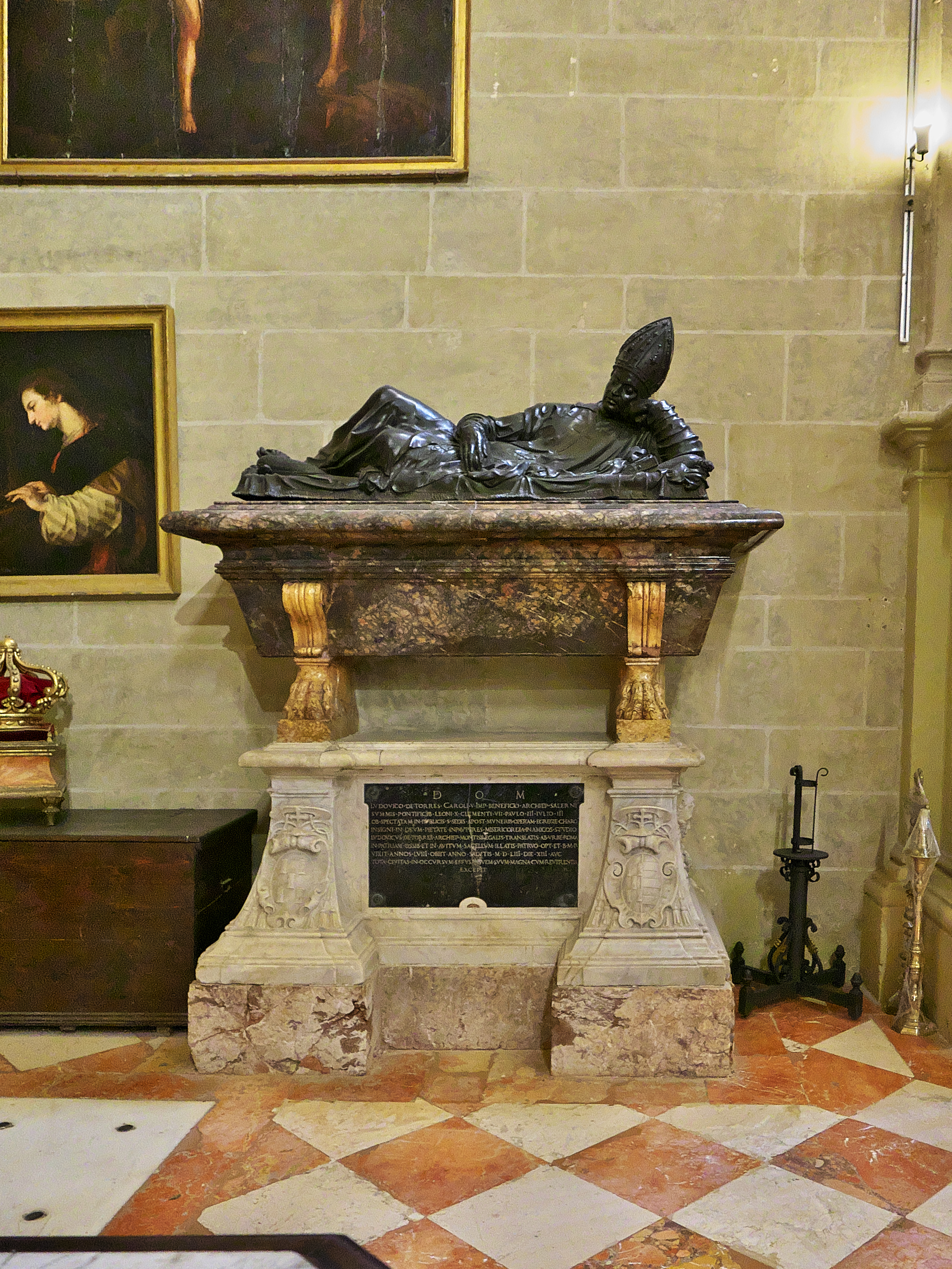
Sepulcro de Luis de Torres, arzobispo de Salerno. Catedral de Málaga

Los Torres de Málaga o los de Torres de Málaga o casa de Torres de Málaga remontan sus orígenes atrás en el siglo XV cuando Fernando de Córdoba, cabeza del linaje, se estableció en la ciudad de Málaga, Andalucía allá por el año 1493 d. C. Desde entonces hasta ahora, la familia se ha venido expandiendo hacia Italia, Portugal, y La Española y ha participado en organismos políticos, Administraciones regionales, la Iglesia, el comercio internacional, el coleccionismo de arte y la cultura en su sentido más amplio.
Por su influencia y mecenazgo, a la familia se la ha considerado como de relevante importancia principalmente en el desarrollo artístico y cultural del mediterráneo durante el renacimiento y los años venideros.
Entre los miembros destacados de la familia se encuentran:

- Fernando de Córdoba
- Ludovico (Luis) de Torres I, arzobispo de Monreale
- Ludovico (Luis) de Torres II, arzobispo de Salerno y posteriormente cardenal
- Cosimo de Torres, cardenal

## Historiadores
Entre los historiadores más destacados de la historia de la Casa de Torres, cabe destacar a María Teresa López Beltrán, por su gran labor y contribución a los estudios de la Universidad de Málaga. También es importante destacar la labor de su compañero investigador Wenceslao Soto Artuñedo quién contribuyó enormemente a la investigación de la relación de los Torres con las instituciones eclesiásticas.

## Los comienzos: la amplia descendencia del mercader Fernando de Córdoba.sigloXVI
Desde Fernando de Córdoba las bases de la familia de Torres ya estaban establecidas . No hay que confundir el origen de esta familia con la de los de Torres de Jaén ( Linaje Torres de Navarra ). La familia Torres descendiente de Fernando de Córdoba ( apellido del judío que se convierte al cristianismo y se desconoce el motivo por el cual se lo puso )  empezó a extenderse por todos los ámbitos de la sociedad y por todos los rincones de la geografía contemporánea a lo largo de sus generaciones, dando lugar personajes importante en el mundo de la política, comercio, y sociedad malagueña.
En cuanto a que todos sus hijos llevasen el apellido " de Torres " , figuran varias hipótesis siendo la más plausible la que hace a su esposa , Inés Fernández , también judeoconversa , como persona al servicio de Don García Torres de Navarra y de Doña Guiomar de Zayas  , de la Casa del mismo nombre . 

### Descendencia: Fernando de Córdoba e Inés Fernández
- Alonso de Torres: Alonso fue mercader, como su padre. Posiblemente antes incluso de que su padre Fernando muriese, Alonso ya se hubiese establecido Lisboa, sobre la base de la información que aportó su sobrino Domingo de Torres desde La Española, era Caballero del hábito de Cristo y persona de quien el señor rey don Juan de Portugal hacía mucho caudal y ocupaba en cosas graves de su servicio. Si esto fuese cierto, una teoría sugeriría que Alonso fue una de las personas que influyeron en el ánimo de su hermano Diego a trasladarse también a la capital del reino luso.

- Diego de Torres: En 1503 Diego se casó con Elvira Suárez, una joven de distinguida familia en la época. Elvira era hija de un influyente comerciante, también judeoconverso, llamado Pedro del Alcázar y de Beatriz Suárez; ambos conocidos vecinos de Sevilla. Como dato, en la carta dotal de Sevilla, 22 de febrero de 1503, se estableció que Elvira aportase al matrimonio una dote de 200.000 maravedís, recibiendo en concepto de arras nada más que 100.000.[1] Se tiene constancia de que a la muerte de su padre y una vez repartida la gran herencia, Diego se decidió por abandonar Castilla para, al igual que su hermano Alonso, establecerse definitivamente en Portugal. A finales de 1526 Diego ya dejaba Málaga para establecer su residencia en el pueblo de Lisboa. Haciendo honor a la voluntad de su difunto padre y cabeza de linaje, Diego siguió cuidando y administrando como tutor de la herencia de sus hermanastros.[2] De la multitud de negocios que emprendió Diego de Torres ya basado en Lisboa, es de destacar la compañía comercial que formó en el año 1528 para comerciar con el pastel de las Azores, producto en la época muy demandado en los centros textiles europeos; y de la que poseía dos tercios de la propiedad.[3] Posteriormente en el año de 1531, Diego ya otorgaba a su hermano pequeño Francisco, que se desplazó a Lisboa para la ocasión, una escritura en lengua portuguesa apoderando tanto a Francisco como a su otro hermano Juan de Torres, residentes de Málaga, para que resolvieran la tutoría de sus hermanastros. Esta escritura fue traducida al castellano por Alonso de Benavente y Francisco de Santagadea, tío y primo, respectivamente de los Torres. Esta escritura la presentó Francisco de Torres al alcalde mayor de Málaga, en junio de ese mismo año. A partir de este momento quedó como tutora de los menores su madre Inés Márquez.[4] Poco más después de esto se puede aportar de Diego de Torres salvo que a su muerte su viuda contrajo segundas nupcias con Juan de Gallegos, vecino también de Sevilla y posiblemente a imposición de sus padres.[1]

- Francisco de Torres: Francisco de Torres fue clérigo presbítero de la Iglesia de Málaga así como beneficiado de las cuatro iglesias de Antequera.[5] Francisco residió siempre en Málaga, administrando el respetable patrimonio que había heredado e invirtiendo en ocasiones cantidades llamativas en el negocio de la renta. Su acomodada posición le permitió ser generoso con su familia, como ocurrió en febrero de 1535, cuando dotó a su sobrina Elena de la Cruz con 75.000 maravedís, amén de ropa y otros objetos, porque iba a ingresar de monja en el monasterio de Santa María de la Paz de Málaga, sin indicarse en el documento de quién era hija.[6]

- Luis de Torres I: Luis de Torres, que también había heredado una considerable fortuna que también fue administrada por su hermano Diego de Torres pasó la mayor parte de vida en Italia. En relación con la administración de sus bienes, Luis pudo compaginar su vida eclesiástica con su estado acaudalado gracias a que su hermano Diego siguió administrando su fortuna en su nombre. Sin duda alguna mucho tuvo que ver el licenciado Gonzalo Fernández de Ávila, chantre y provisor de Málaga y sobrino del primer obispo de Málaga don Pedro de Toledo, que a raíz de la embestida inquisitorial que se vivía en el Reino de Granada tomó la decisión de emprender viaje a Roma iniciando un viaje del que ya nunca regresaría. El 2 de abril de 1507 Gonzalo se embarcaba en Málaga. Luis le seguiría. Ya en la corte de Roma tuvo la gran fortuna de que don César de Riario, patriarca de Alejandría y cuarto obispo malacitano (1519-1540), le nombrara su familiar. Don César murió en Roma en 1527 y dejó por su heredero universal al clérigo Luis de Torres, su familiar. Se ignora si Luis de Torres embarcó para Italia junto con el licenciado Gonzalo Fernández de Ávila o si lo hizo después. La primera noticia que se tiene de su estancia en la corte de Roma ya como familiar del susodicho data de 1520, cuando Luis de Torres tenía 25 años.[5] Desde el comienzo en el año 1524 como escritor de breves apostólicas y de secretario de su santidad el papa Farnesio, Paulo III, recibiendo el tratamiento de noble señor, hasta que en diciembre de 1548 fue nombrado obispo de Salerno y, tres meses después, culminaba su carrera eclesiástica con su nombramiento de arzobispo de Salerno, por presentación de Carlos I de España; aunque gobernó la sede sin apenas residirla.[7] El 13 de agosto de 1553 en Roma, Luis de Torres I, arzobispo de Salerno fallecía a la edad de 58 años. Sus restos mortales fueron trasladados a Málaga a petición de su sobrino homónimo y llevados a la capilla funerario que bajo la advocación de Santa María de los Ángeles poseía la familia en la catedral nueva (ahora conocida como capilla de San Francisco), en cuya lápida sepulcral se reseña sumariamente su biografía. Como nota señalar que este sepulcro aún se puede visitar en la actualidad y forma parte de una de las principales atracciones turísticas de la catedral, junto con el sepulcro de su familiar y sobrino Luis de Torres II, arzobispo de Monreal.

- Juan de Torres:  Juan de Torres se inclinó sin embargo por una carrera político-administrativa, obteniendo una regiduría durante dos años antes del fallecimiento de su padre, el 28 de mayo de 1521, y detentando el título de comendador de la Orden de Santiago. Juan detentó el oficio hasta mayo de 1561 momento en el cual renunció a la regiduría en favor de Cristóbal de Córdoba alegando que por injustas causas se veía impedido para desempeñar sus funciones.[8][9] Juan casó con Catalina de la Vega, hija de Francisco de Haya y de Isabel de la Vega, y nieta por línea paterna del mercader Juancho de Haya, vecino de Málaga desde su anexión a la corona de Castilla. De su unión con Catalina nacieron seis hijos que recibieron una excelente formación humanista con preceptores formados en Italia y contratados por el regidor, mencionando en particular a Juan de Vilches.[10]

- Gaspar de Torres: Aunque no se sabe con certeza que Gaspar naciese en Málaga, sí hay evidencia documental de que en el año 1535 ya era vecino de Sevilla, detentando el oficio de jurado.[11] Casado con doña María del Castillo, vecina de Sevilla, Gaspar de Torres tenía importantes intereses mercantiles en La Española, sobre todo en lo referente al tráfico de esclavos, pues en el 1536 se desplazó a la Corte en compañía de Alonso Caballero para intentar conseguir una concesión monopolista en el envío de esclavos a las Indias, pretensión que al parecer no llegó a conseguir.[12] Se sabe además que en 1538 Gaspar de Torres había fletado una nave portuguesa a un armador de Guinea para que fuese a Santo Domingo donde, una vez cargada de azúcar, retornara al puerto de Sevilla, pero la nave acabó desviando su rumbo a Portugal a causa de las tempestades.[13][14] Con total seguridad, aquella nave había partido de Guinea cargada de esclavos negros bozales porque por esas fechas Gaspar de Torres ya era considerado uno de los principales traficantes de esclavos negros capturados en África Occidental y gran parte del golfo de Guinea; que luego eran pasados a las Indias, negocio en el que continuó invirtiendo gran parte de su fortuna durante los años sucesivos. Según la documentación existente, durante los primeros 5 años siguientes a 1545 Gaspar obtiene licencias anuales para exportar esclavos negros a las Indias, contabilizando 2.317 esclavos comprados en su mayor parte en la isla de Santo Tomé porque los precios eran más baratos. La importación de esclavos negros en La Española estaba estrechamente ligada a la pujante industria azucarera por lo que es factible que los esclavos que enviaba Gaspar de Torres a Santo Domingo fueran consignados a su hermanastro Melchor de Torres, que por aquel entonces ya residía en La Española, donde era uno de los productores de azúcar más ricos de la isla.

#### La descendencia de Juan de Torres: Segunda generación
Los descendientes del regidor Juan de Torres fueron los que más y mejor contribuyeron a perpetuar el linaje familiar en Málaga, y en especial el mayor de ellos Diego de Torres de la Vega que fue un sólido escritor de poesía neolatina en sus años de juventud. Titular del mayorazgo fundado por sus padres, contrajo matrimonio con Marina Poce de León y fue regidor perpetuo de Málaga desde abril de 1558; sin olvidar que su hermano Fernando incidió la rama italiana del linaje. Linaje que se consolidó y perpetuó en los marqueses Dragonetti-de Torres a partir de su matrimonio con Pantasilea Sanguigni.
Hijos varones de Juan de Torres y Catalina de la Vega fueron Diego de Torres, Fernando de Torres, Francisco de Torres, Luis de Torres II y Alonso de Torres. Salvo Diego de Torres, que siguió los pasos de su padre, el resto de los hijos se promocionó a través de la Iglesia: Fernando de Torres, con el tratamiento de magnífico señor, fue secretario de su santidad y comendador de la Orden de Santiago; Francisco de Torres, arcediano de Vélez-Málaga; Luis de Torres II, nacido en 1533, fue arzobispo de Monreal; y Alonso de Torres, canónigo y tesorero de la Catedral de Málaga.
Se debe añadir que a su vez Diego de Torres también se aseguró de que sus hijos adquiriesen una amplia formación humanista, en concreto de la mano de Juan de Valencia, profesor de gramática que regentaba la escuela catedralicia de Málaga en los años 40 del siglo XVI. Fue además con Diego de Torres de la Vega cuando empezaron a tramitarse las gestiones para que la parcela que la familia poseía a las afueras de la ciudad pudiese aplicarse a una comunidad de frailes descalzos o capuchinos. Esto era en el paraje de Miraflores de los Ángeles, y se convirtió en el tercer espacio del mecenazgo religioso promovido por el influyente linaje de los Torres.

### Descendencia: Fernando de Córdoba e Inés Márquez
Junto a los seis hijos varones que Fernando trajo al mundo con su primera esposa, Fernando también tuvo tres últimos hijos con su segunda mujer, Inés Márquez. Los hijos cuyos nombres eran Melchor, Elvira, y Rodrigo aún no tenían la mayoría de edad en el año 1531. Hasta el momento no se posee mucha información y del único del que realmente existe documentación fiable es de Melchor de Torres. Esto se debe a que fue a través de él que se instauró en La Española la rama de los Torres. Algunos investigadores sugieren que el interés de Melchor por la Española estaba relacionado con la herencia que recibió así que como de los posibles intereses que la familia poseía en ultramar, posiblemente datando de tiempo atrás y remontando a los tiempos de oro de su padre que fue capaz de extender su imperio mercantil más allá del atlántico.  

En todo caso, gracias a la información que aportaba su hijo el capitán Domingo de Torres en el año 1609, se sabe que Melchor se casó en Sevilla con Ana del Castillo, hija de Juan Bautista de Berrio y probablemente emparentada con la mujer de su hermanastro Gaspar de Torres. También se sabe que fue alcalde ordinario en la ciudad de Santo Domingo, que es el oficio más preeminente que hay en ella después de la Real Audiencia, y que después detentó el cargo de alcalde de la Santa Hermandad de la misma ciudad.